# Сука (музыкальный инструмент)
Су́ка (пол. Suka) — струнный смычковый музыкальный инструмент, популярный в Польше. Известен по рисункам XIX века, в настоящее время утерян, предпринимаются попытки возрождения. Среди современных коллективов, использующих суку — польская группа Warsaw Village Band.
На этом инструменте играли как на критской лире, поставив вертикально на колено или подвесив на ремне и прижимая струны ногтями пальцев.
Корпус инструмента похож на корпус скрипки, но гриф намного шире, а колковая механика очень грубая. Струны настроены на тонику, квинту и октаву.
Инструмент считается «переходным звеном» между семейством инструментов, удерживаемых на колене, и современной скрипкой.
До наших дней не сохранилось ни одной настоящей суки, но инструмент был реконструирован по акварелям Войцеха Герсона в 1895 году.